# NGC 355
NGC 355 es una galaxia lenticular de la constelación de Cetus.
Fue descubierta el 27 de septiembre de 1864 por el astrónomo Albert Marth.